# Mäntyluoto
Mäntyluoto (en suédois : Tallholmen) est une péninsule et un quartier de Pori en Finlande.

## Description
Le quartier a  27 habitants (2012).
Mäntyluoto inclut une partie du port de Pori nommée Mäntyluodon satama. C'est le plus grand port de transport de bois des pays nordiques.
La société Technip y possède le chantier naval de Mäntyluoto.
Mäntyluoto est aussi l'extrémité de la  valtatie 2 .

## Références

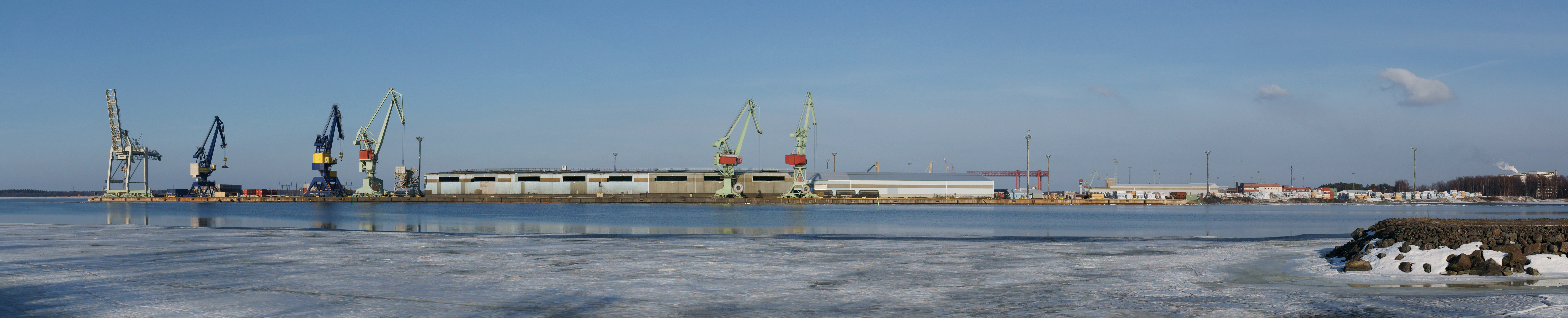
Vue du port de Mäntyluoto.